# Vécsey család (nagybodollói)
A nagybodollói báró Vécsey család egyike a 19. század elején főnemességet kapott magyar családoknak.

## Története

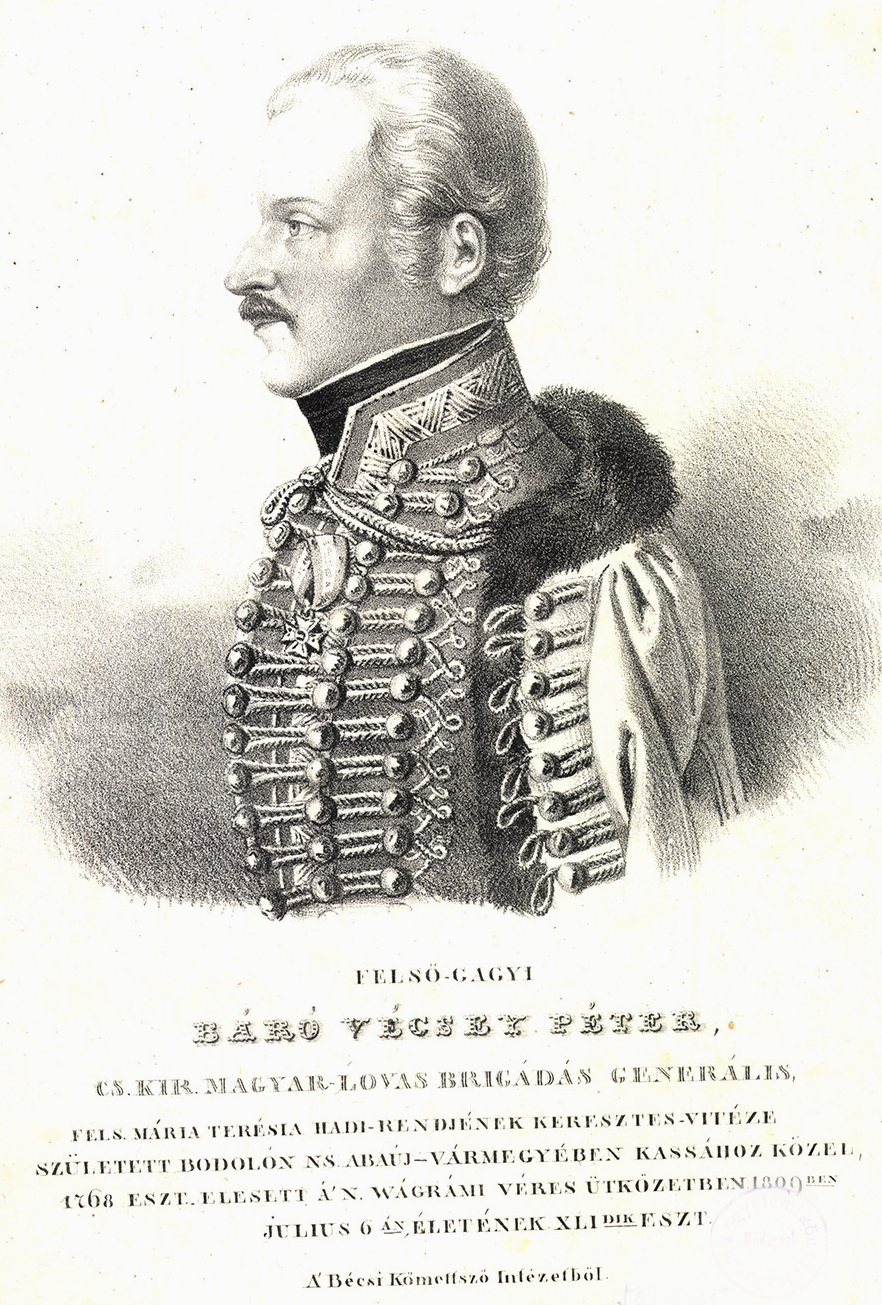
Báró hernádvécsei, hajnácskői Vécsey Péter (1768–1809)

A családról nem sok adat áll rendelkezésre. Közös eredetű a hernádvécsei és hajnácskői Vécsey családdal. Vécsey Péter kapott bárói címet 1804. február 4-én, bár egyes források e bárói diploma keltét 1801-re teszik. A bárói címmel együtt szülőfalujáról a nagybodollói előnevet is megkapta. Ez a bizonyos Péter a napóleoni háborúk idején, a wagrami csatában esett el 1809. július 6-án, és ezt követően semmi adat nincsen róla. Sem házasságáról, sem gyermekeiről nem lehet tudni.